# Pantelejmon (Rodopulos)
Pantelejmon, imię świeckie Ewangelos Rodopulos (ur. 1929 w Atenach, zm. 7 sierpnia 2019) – grecki duchowny prawosławny w jurysdykcji Patriarchatu Konstantynopola, od 1977 metropolita tytularny Tyroloi i Serentionu.

## Życiorys
W 1952 przyjął święcenia diakonatu, a w 1954 prezbiteratu. 9 czerwca 1974 otrzymał chirotonię biskupią ze stolicą tytularną Tiany. W latach 1984–2012 był namiestnikiem stauropigialnego monasteru Wladaton w Salonikach.